# Campionati mondiali di ginnastica artistica 2014 - Trave
La finale ad attrezzo alla trave ai Campionati Mondiali 2014 si è svolta alla Guangxi Gymnasium di Nanning, Cina, il 12 ottobre 2014.

## Risultati
| Pos.    | Ginnasta        | D Score | E Score | Pen. | Totale |
| ------- | --------------- | ------- | ------- | ---- | ------ |
| Oro     | Simone Biles    | 6.400   | 8.700   | —    | 15.100 |
| Argento | Yawen Bai       | 6.200   | 8.833   | —    | 15.033 |
| Bronzo  | Alija Mustafina | 5.500   | 8.666   | —    | 14.166 |
| 4       | Asuka Teramoto  | 5.600   | 8.500   | —    | 14.100 |
| 5       | Larisa Iordache | 6.200   | 7.866   | —    | 14.066 |
| 6       | Kyla Ross       | 5.600   | 8.266   | —    | 13.866 |
| 7       | Elsabeth Black  | 6.300   | 7.400   | —    | 13.700 |
| 8       | Yao Jinnan      | 5.700   | 7.666   | —    | 13.366 |

## Qualificazioni
| Pos. | Ginnasta          | Totale | Qual. |
| ---- | ----------------- | ------ | ----- |
| 1    | Simone Biles      | 15.450 | Q     |
| 2    | Larisa Iordache   | 15.354 | Q     |
| 3    | Yao Jinnan        | 15.349 | Q     |
| 4    | Yawen Bay         | 15.016 | Q     |
| 5    | Shang Chunsong    | 14.483 |       |
| 6    | Elsabeth Black    | 14.466 | Q     |
| 7    | Kyla Ross         | 14.391 | Q     |
| 8    | Aliya Mustafina   | 14.308 | Q     |
| 9    | Huidan Huang      | 14.300 |       |
| 10   | Asuka Teramoto    | 14,266 | Q     |
| 11   | Emma Nedov        | 14.266 | R1    |
| 12   | Rebecca Downie    | 14.200 | R2    |
| 13   | Vasilikī Millousī | 14.100 | R3    |